# HD 53143
HD 53143는 지구로부터 용골자리 방향으로 약 59.8 광년 떨어져 있는 항성이다. 겉보기 등급은 +6.8로 맨눈으로는 볼 수 없다.
질량 작은 항성의 회전 속도를 이용하여 나이를 추정하는 자이로연대 기법을 적용한 결과 HD 53143의 연령은 약 10억 1,000만 년에 오차범위 1억 3,000만 년이었다. 자료에 기반하면 이 별의 분광형은 G9 V 또는 K1V 로 G형과 K형 주계열성의 경계선에 위치하고 있다. 어쨌든 이 별은 주계열 단계로 중심핵에서 열핵반응을 통해 수소를 태워 에너지를 생산하고 있다. 반지름은 태양의 약 85 퍼센트 수준이며 광도는 태양의 약 70 퍼센트 정도이다. 항성 외곽대기의 유효온도는 태양보다 차가워 약 5,224 켈빈으로 이 온도에서 가시광선으로 볼 때 황색~오렌지색 중간 정도의 빛을 뿜는다.
이 항성을 관측한 결과 적외선 초과 방출 현상이 나타났고 이는 별 주위에 먼지 원반이 있다는 뜻이다. 이 원반은 지구에서 바라보는 시선방향에 대해 약 40~50도 기울어져 있으며 총질량은 7 × 1020 kg 이상이다.(달의 질량은 7.3477 × 1022 kg이다.) 이 원반의 나이는 비슷한 원반들 중에서도 아주 늙은 편으로 포인팅-로버트슨 효과 이론이 옳다고 가정할 경우 이전에 만들어진 것이 남아있는 것이 아니라 작은 천체끼리 충돌하면서 원반을 이루는 물질이 새로이 만들어지고 있는 것으로 보인다. 먼지원반의 안쪽 경계는 별로부터 약 55 천문단위이며 바깥쪽 경계는 110 천문단위이다. 다만 관측도구의 민감도가 향상되면 원반의 바깥 경계는 지금보다 멀어질 것이다. 먼지 물질은 특정 부분에 뭉침이 없이 원반 전체에 걸쳐 균일하게 퍼져 있는 것으로 보인다.